# ماجراجویی عجیب و غریب جوجو: الماس شکست‌ناپذیر
ماجراجویی عجیب و غریب جوجو: الماس شکست‌ناپذیر (به انگلیسی: JoJo's Bizarre Adventure: Diamond Is Unbreakable) ⁪ (ژاپنی: ジョジョの奇妙な冒険 ダイヤモンドは砕けない هپبورن: JoJo no Kimyō na Bōken Daiyamondo wa Kudakenai) فصل سوم انیمه ماجراجویی عجیب و غریب جوجو ساخته استودیو دیوید پروداکشن است که بر اساس مجموعه مانگا به همین نام نوشته هیروهیکو آراکی ساخته شده که اقتباس از بخش چهارم مانگا به نام الماس شکست‌ناپذیر محسوب می‌شود. این فصل در سال ۱۹۹۹ جریان دارد و ماجراهای جوسوکه هیگاشیکاتا، پسر نامشروع جوزف جوستار را دنبال می‌کند که او و دوستانش به دنبال یک تیر و کمان جادویی می‌گردند که به مردم قدرت‌های خطرناک استند می‌دهد.
الماس شکست‌ناپذیر بین ۲ آوریل تا ۲۴ دسامبر ۲۰۱۶ در ژاپن پخش شد و توسط کرانچی‌رول در خارج از ژاپن در دسترس قرار دارد.
یک قسمت اووی‌ای بر اساس مانگای اسپین‌آف That Spoke Kishibe Rohan در سال ۲۰۱۷ برای کسانی که هر دی‌وی‌دی یا بلوری این مجموعه را خریداری کردند، توزیع شد. دومین قسمت اووی‌ای همراه با نسخه ویژه جلد دوم مانگا در ۱۹ ژوئیه ۲۰۱۸ منتشر شد.